# Adam Duvå Hall
Adam Duvå Hall (født 7. juli 1975) er en dansk radio- og tv-vært.

## Karriere
Han var, sammen med Mads Vangsø, medvært på programmet Monkey Business, der sendte frem til maj 2006 via Danmarks Radios P3 og var frem til 2011 vært på Formiddagen med Adam og Sara, ligeledes på P3.
Han har også været vært på flere TV-programmer – bl.a. som Adam Duvall'.
I 2002 lavede han programmet Torsdag i 2'eren sammen med blandt andre Simon Jul Jørgensen og Jan Elhøj. Her optrådte han som den "amerikanske" TV-vært Adam Duvall. Programmet blev vist på DR2. I 2003 lavede han programmet Go' røv & go' weekend sammen med, igen, Jan Elhøj, og Sara Bro. I programmet spillede han sig selv, dog under navnet Adam Duvall. Programmet blev vist som fredagssatire på DR2. 
Adam Duvå Hall har været vært for Dansk Melodi Grand Prix tre gange. I 2006 sammen med Mads Vangsø og i 2007 og 2008 med Camilla Ottesen.
Adam Duvå Hall har også været tv-vært i programmet Fristet som første gang blev vist i 2011 på TV3. Anden sæson blev vist i 2012.
Adam Duvå Hall var vært for quizshowet Jeopardy! i 4 Sæsoner i 2014/2015.
I efteråret 2018 deltog han i sæson 15 af Vild med dans. 
I december 2018 offentliggjorde TV 2, at Adam Duvå Hall er ny vært på Go' morgen Danmark.

## Privat liv
Adam Duvå Hall er nevø af den nu afdøde sanger og musiker Henrik Hall.